# Atholus bolteri
Atholus bolteri är en skalbaggsart som beskrevs av Wenzel 1944. Atholus bolteri ingår i släktet Atholus och familjen stumpbaggar. Inga underarter finns listade i Catalogue of Life.